# Batman Azteca: Choque de imperios
Batman Azteca: Choque de imperios è un film d'animazione del 2025 diretto da Juan Jose Meza-Leon. È una collaborazione tra Ánima e Warner Bros. Animation, con Meza-León come regista e co-autore del soggetto del film, e scritto da Ernie Altbacker. Il film uscirà su HBO Max e nei cinema messicani il 18 settembre 2025.

## Trama
Il padre di Yohualli Coatl, un giovane ragazzo azteco, viene assassinato dai conquistadores spagnoli. Da adulto, Coatl diventa sacerdote alla corte di re Montezuma II e lavora con i suoi compagni chierici nel tempio di Tzinacan per sfidare gli invasori spagnoli e proteggere il loro popolo usando il personaggio mascherato di "Batman".

## Personaggi
- Yohualli Coatl / Batman, doppiato da Horacio García Rojas;[3][4] un ragazzo privilegiato nato nella nobiltà degli Aztechi e la cui vita crolla quando il conquistador spagnolo Hernán Cortés uccide suo padre. Da uomo, assume il personaggio di "Batman", un guerriero mascherato che combatte per la giustizia e per vendicarsi di Cortés, mentre nasconde la sua vera natura dietro la facciata di un semplice prete.
- Yoka / Joker, doppiato da Omar Chaparro;[3] precedentemente un sacerdote rispettato finché non sente la voce di Huitzilopochtli che gli dice di impegnarsi nel sacrificio umano, cosa che gli fa perdere la sanità mentale e sfigurarsi.
- Hernán Cortés / Due Facce, doppiato da Álvaro Morte;[3] il conquistador che mira a conquistare Tenochtitlan . Arrogante e crudele, sopravvive a un attentato alla sua vita che gli lascia un lato del viso permanentemente sfregiato e lancia compulsivamente un doblone d'oro graffiato per decidere il destino delle sue vittime.

## Produzione
Il 13 giugno 2022, al Guadalajara International Film Festival, HBO Max Latin America ha annunciato l'inizio della produzione del film. Prima collaborazione tra Ánima e Warner Bros. Animation, il film è diretto da Juan Meza-León e prodotto da José C. García de Letona e Fernando De Fuentes di Anima. Il film è basato su personaggi incentrati su Batman ed è interamente prodotto in Messico. Sam Register e Tomás Yankelevich sono stati produttori esecutivi, mentre Alejandro Diaz Barriga è stato consulente culturale.
Alcuni recensori hanno affermato che la collaborazione tra Warner Bros. Animation e le società latinoamericane è probabilmente "una delle tante", notando che HBO Max Latin America mira a "rilasciare 50-70 originali delle filiali latinoamericane" entro il 2023. Nel giugno 2022, Horacio García Rojas è stato scelto per il ruolo di Yohualli/Batman. Entro settembre 2022, Aaron D. Berger e Carina Schulze si sono uniti al team di produzione del film.

## Distribuzione
Aztec Batman: Clash of Empires uscirà su HBO Max e nei cinema messicani il 18 settembre 2025.